# Hornera rugulosa
Hornera rugulosa är en mossdjursart som beskrevs av Jullien 1882. Hornera rugulosa ingår i släktet Hornera och familjen Horneridae. Inga underarter finns listade i Catalogue of Life.